# (16230) Benson
(16230) Benson est un astéroïde de la ceinture principale.

## Description
(16230) Benson est un astéroïde de la ceinture principale. Il fut découvert le 9 mars 2000 à Socorro (Nouveau-Mexique) par le projet LINEAR. Il présente une orbite caractérisée par un demi-grand axe de 2,62 UA, une excentricité de 0,08 et une inclinaison de 8,0° par rapport à l'écliptique.

## Compléments